# 曼德維爾 (阿肯色州)
曼德維爾（英語：Mandeville）是位於美國阿肯色州米勒縣的一個非建制地區。該地的面積和人口皆未知。

## 地理
曼德維爾的座標為33°28′54″N 93°57′51″W / 33.48167°N 93.96417°W，而該地的平均海拔高度為95米（即312英尺）。